# دنطوان مونتفيديوي
دنطوان مونتفيديوي (الاسم العلمي:Danthonia montevidensis) هو نوع من النباتات يتبع جنس الدنطوان من الفصيلة النجيلية.